# (Piruvat dehidrogenaza (acetil-transfer prsten))-fosfataza
(Piruvat dehidrogenaza (acetil-transfer prsten))-fosfataza (EC 3.1.3.43, piruvat dehidrogenazna fosfataza, fosfopiruvat dehidrogenazna fosfataza, (piruvat dehidrogenaza (lipoamid))-fosfataza, (piruvat dehidrogenaza (lipoamid))-fosfat fosfohidrolaza) je enzim sa sistematskim imenom (piruvat dehidrogenaza (acetil-transfer))-fosfat fosfohidrolaza. Ovaj enzim katalizuje sledeću hemijsku reakciju
[piruvat dehidrogenaza (acetil-transfer)] fosfat + H2O {\displaystyle \rightleftharpoons } [piruvat dehidrogenaza (acetil-transfer)] + fosfat
Ovaj mitohondrijski enzim je vezan sa EC 1.2.4.1, piruvat dehidrogenazom (acetil-transfer), u piruvat dehidrogenaznom kompleksu.

## Literatura
- Nicholas C. Price; Lewis Stevens (1999). Fundamentals of Enzymology: The Cell and Molecular Biology of Catalytic Proteins (Third изд.). USA: Oxford University Press. ISBN 019850229X.
- Eric J. Toone (2006). Advances in Enzymology and Related Areas of Molecular Biology, Protein Evolution (Volume 75 изд.). Wiley-Interscience. ISBN 0471205036.
- Branden C; Tooze J. Introduction to Protein Structure. New York, NY: Garland Publishing. ISBN 0-8153-2305-0.
- Irwin H. Segel. Enzyme Kinetics: Behavior and Analysis of Rapid Equilibrium and Steady-State Enzyme Systems (Book 44 изд.). Wiley Classics Library. ISBN 0471303097.

## Spoljašnje veze
- (pyruvate+dehydrogenase+(acetyl-transferring))-phosphatase на 